# 14693 Сельвін
14693 Сельвін (14693 Selwyn) — астероїд головного поясу, відкритий 5 січня 2000 року.
Тіссеранів параметр щодо Юпітера — 3,531.